# Středopahárské jazyky
Středopahárské jazyky tvoří podskupinu pahárských jazyků. Mluví se jimi zejména v indickém státě Uttarákhand a v přilehlém nejzápadnějším kraji Nepálu. Většinou se rozlišují dva hlavní středopahárské jazyky, garhválština a kumáónština. Hornatý kraj ale přeje velkému množství mluvených dialektů, které plynule přecházejí jeden do druhého, a to v rámci celé pahárské skupiny od Kašmíru až po Nepál. V různých zdrojích mohou být některé dialekty popisovány jako další samostatné jazyky. Jednotná spisovná forma středopahárským jazykům chybí, navíc gramotní uživatelé těchto jazyků většinou ovládají hindštinu, píší hindsky a při jejich případném písemném projevu v rodném jazyce může docházet k mísení s hindskými prvky.
Gramatika i slovní zásoba středopahárských jazyků leží někde mezi hindštinou a paňdžábštinou na jedné straně a nepálštinou na straně druhé. Ve srovnání s hindštinou lze pozorovat menší vliv perštiny a arabštiny; ve srovnání s nepálštinou zase menší ovlivnění tibetobarmskými jazyky.
Pahárské dialekty v Indii bývají často také označovány společným termínem pahárština (पहाड़ी, pahāṛī, v překladu „horský jazyk“).
Podle britského sčítání v roce 1901 měla střední pahárština 1 270 931 mluvčích.